# Andrea Doria

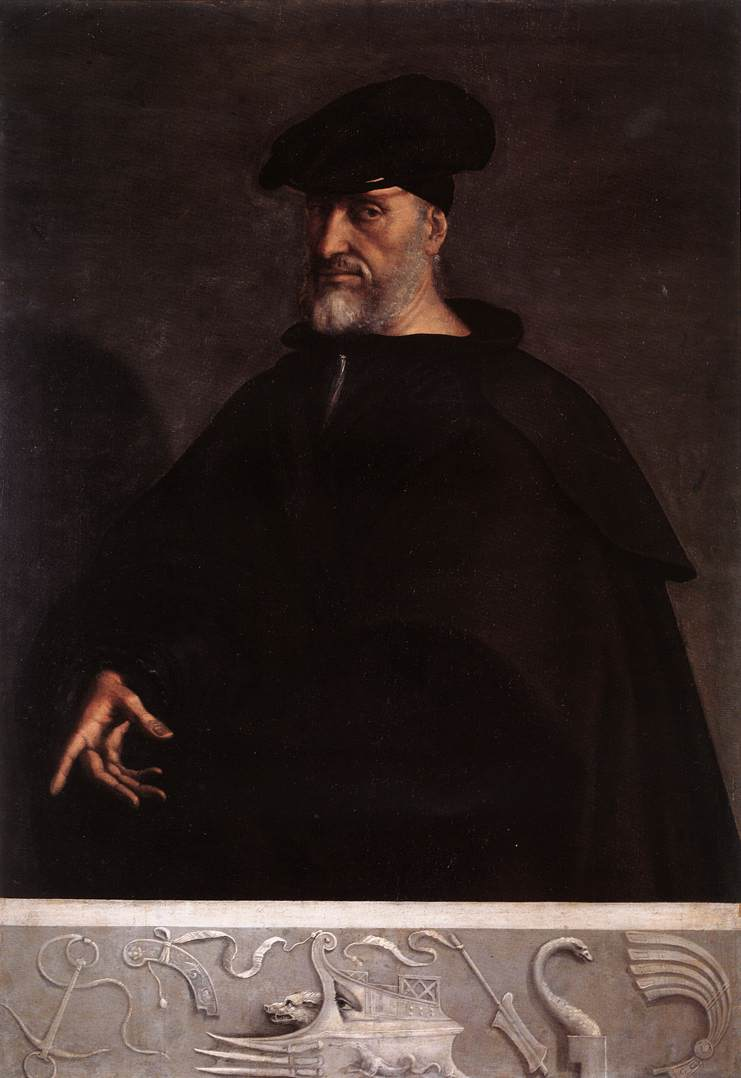
Andrea Doria, Gemälde von Sebastiano del Piombo (ca. 1526)

Andrea Doria (* 30. November 1466 in Oneglia; † 25. November 1560 in Genua; deutsch Andreas Doria, lateinisch Andreas Auria), war ein genuesischer Admiral und Fürst von Melfi. Obwohl er nicht das Amt des Dogen ausübte, wurde er zum eigentlichen Machthaber der Republik Genua.

## Frühe Jahre
Andrea Doria war Spross der alten genuesischen Adelsfamilie Doria, die schon seit Jahrhunderten hervorragende Flottenführer hervorgebracht hatte. Er wuchs vaterlos auf und diente als Condottiere zunächst Papst Innozenz VIII., dann auch anderen italienischen Fürsten (Montefeltro, Senigallia). 1503 kämpfte er für seine Heimatstadt auf Korsika gegen die Franzosen, die er auch zum Rückzug aus Ligurien zwang. Danach wurde er Admiral und kämpfte an der Spitze der genuesischen Flotte gegen Osmanen und nordafrikanische Piraten.

## Kriege zwischen Frankreich und dem Heiligen Römischen Reich
Genua wurde sowohl von Frankreich als auch vom Heiligen Römischen Reich beansprucht und wiederholt besetzt (vgl. Italienische Kriege). Als Kaiser Karl V. die Stadt 1522 eroberte, verbündete sich Doria mit den Franzosen und trat in die Dienste von König Franz I. 1524 befreite Doria das von den kaiserlichen Truppen belagerte Marseille. Nachdem der französische König sich danach undankbar gezeigt hatte (schlechte Behandlung, unzureichende Entschädigung, Verzögerungen bei der versprochenen Rückgabe der Stadt Savona), wechselte Doria 1528 auf die Seite des Kaisers.

## Wiederherstellung der Republik Genua
Doria befahl seinem Neffen Filippino, der zusammen mit den Franzosen Neapel belagerte, den Rückzug. Mit Unterstützung führender Familien wurden die in Genua verbliebenen Franzosen ausgewiesen und die Republik unter kaiserlichem Schutz wiederhergestellt. Andrea Doria reformierte die Verfassung, überwand die Spannungen zwischen Ghibellinen und Guelfen und schuf die Grundlagen für eine aristokratische Regierungsform. Er hatte bis zu seinem Tod erheblichen Einfluss auf das „Parlament“ Genuas. Die Stadt gab ihm neben vielen Privilegien zwei Paläste und verlieh ihm den Titel „Liberator et Pater patriae“ („Befreier und Vater des Vaterlandes“).

## Kaiserlicher Admiral

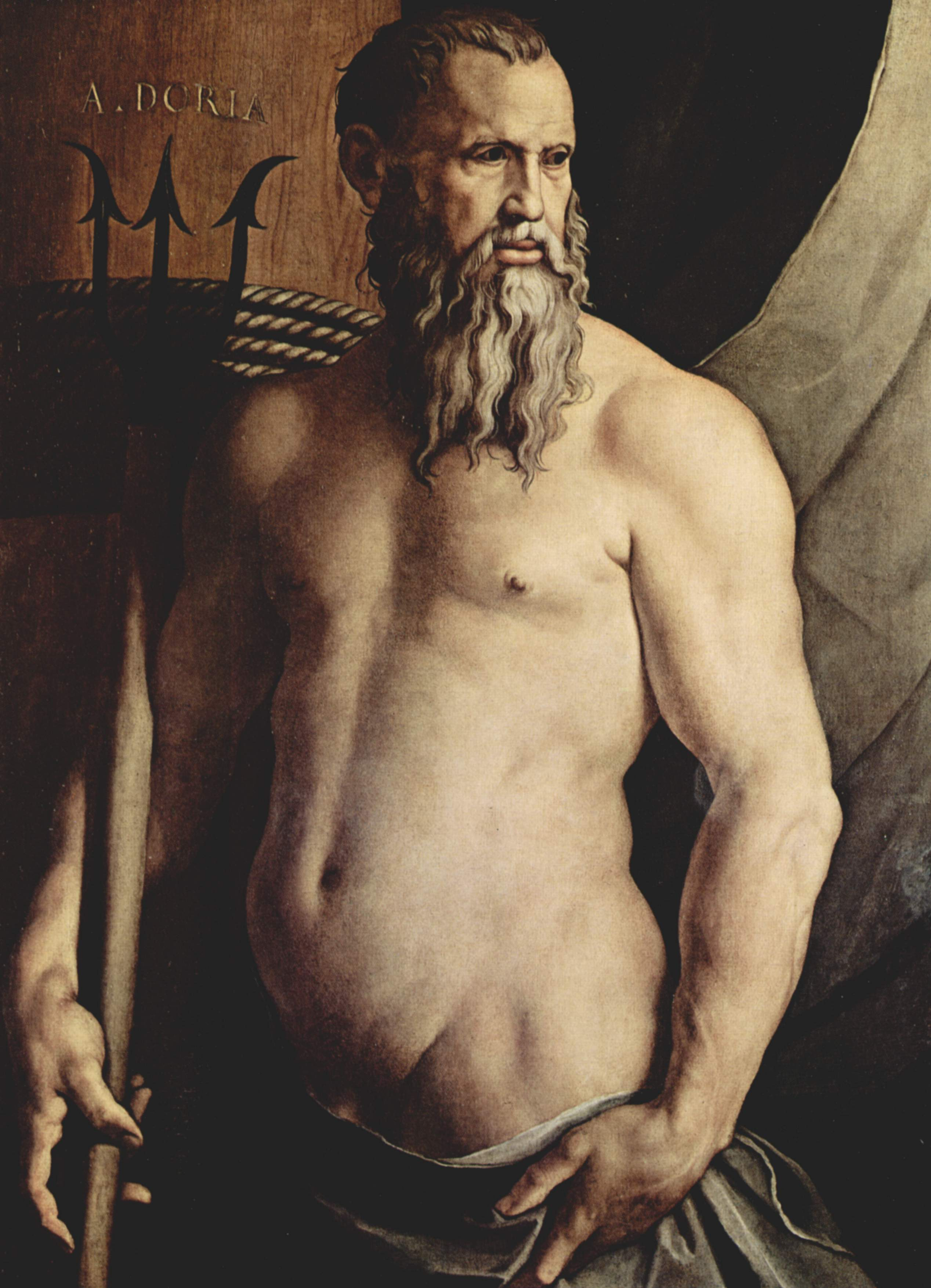
„Andrea Doria als Neptun“ von Agnolo Bronzino

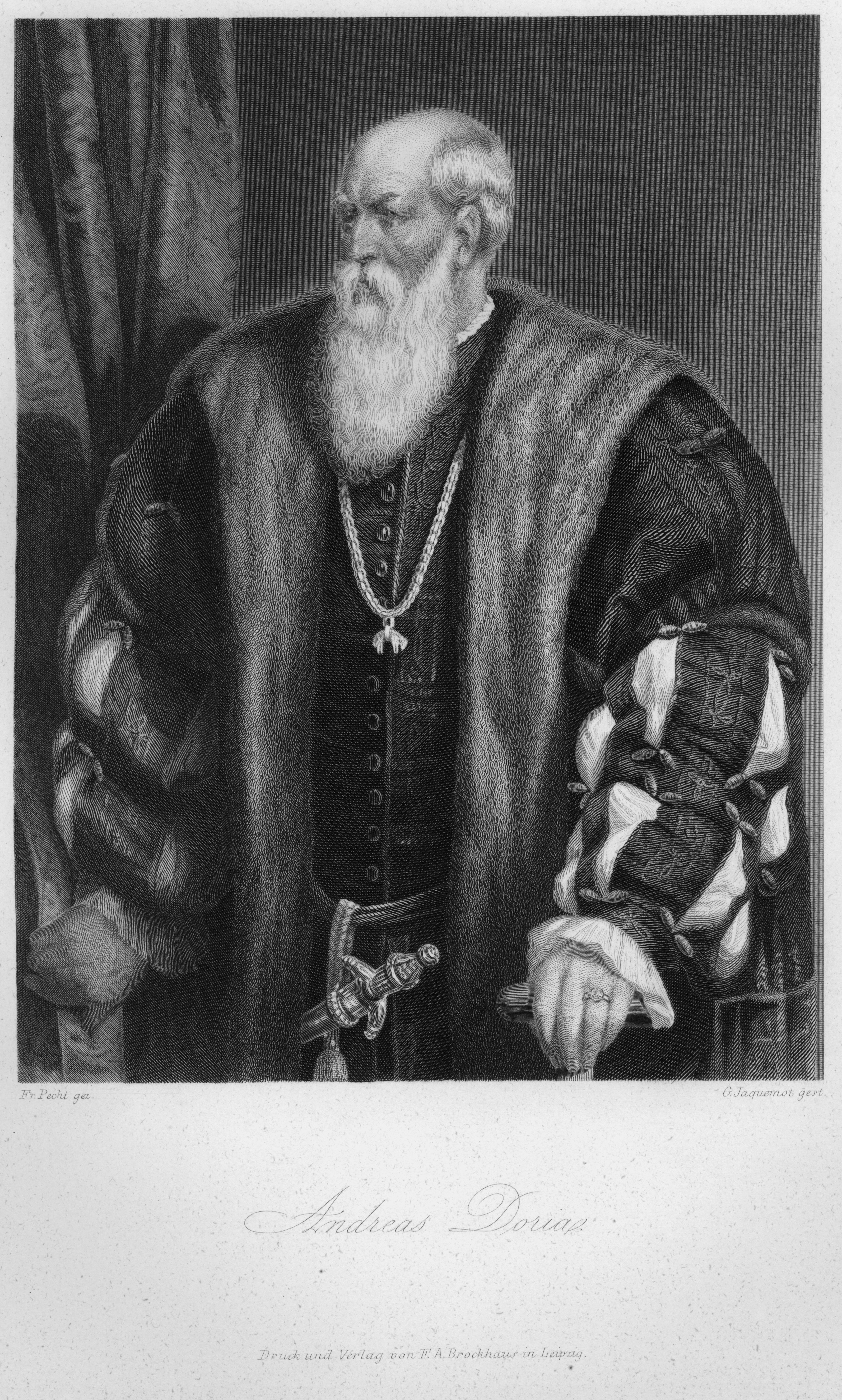
Andreas Doria, Stahlstich von Jaquemot nach Vorlage von Friedrich Pecht, Schiller-Galerie (1859)

Doria befehligte als kaiserlicher Admiral mehrere Einsätze gegen die Osmanen. Als diese unter Sultan Süleyman I. drei Jahre nach der Ersten Wiener Türkenbelagerung von 1529 einen zweiten Anlauf unternahmen, die Stadt zu erobern, schlug Doria dem Kaiser ein Ablenkungsmanöver auf griechischem Boden vor. Der Kaiser akzeptierte und beauftragte Doria mit dessen Umsetzung. Am 29. Juli traf Doria mit 25 Galeeren in Neapel und am 4. August in Messina ein, wo er seine Flotte vereinigte und am 18. August mit 48 Galeeren und 30 weiteren großen Schiffen in Richtung Osten aufbrach. Doria soll von der Republik Venedig von einer unbedeutenden osmanischen Flotte bei Kefalonia erfahren haben; gleichzeitig soll Venedig aber den osmanischen Admiral vor Dorias großer Flotte gewarnt haben. Als Doria vor Kefalonia eintraf, hatte sich die osmanische Flotte daher schon nach Konstantinopel zurückgezogen. Doria verwüstete die Strände der Peloponnes und beschloss, Koroni anzugreifen.
Bei Dorias Ankunft vor Koroni hieß die dortige Bevölkerung ihn insgeheim willkommen und unterrichtete ihn über den inneren Zustand der Stadt. Doria ließ einen großen Teil der spanischen und italienischen Mannschaft zur Belagerung der Stadt an Land setzen. Die Italiener wurden von Girolamo (oder Geronimo) Tuttavilla und die Spanier von Girolamo Mendoza kommandiert. Nach hartnäckigem dreitägigem Kampf nahm Doria am 21. September 1532 die damalige Metropole von Morea ein. Nun gaben sich die Stadtbewohner zu erkennen, ergriffen, wie zuvor vereinbart, Partei für ihn und riefen die Landeshoheit von Karl V. aus. Die Osmanen waren gezwungen, die Stadt aufzugeben und sich zurückzuziehen. Als am darauffolgenden Tag ein osmanischer General mit 700 Pferden eintraf, um seine Soldaten zu unterstützen, präsentierten sich die Spanier und die Bevölkerung von Koroni zur Schlacht. Eine große Anzahl der Osmanen wurde getötet und ihre Köpfe auf Lanzen aufgespießt, während die Überlebenden sich dem Admiral Doria ergaben. In diesem Sieg begleitete die Bevölkerung von Koroni (auf Italienisch „Coronei“ genannt) den Admiral und die Spanier mit Beifallrufen.
Als Doria die Stadt verließ, um Patras zu erobern, vertraute er die Stadtregierung Don Girolamo Mendoza an. Als die Nachricht über die Eroberung von Koroni und das Massaker an den osmanischen Kämpfern den Sultan erreichte, schwor Süleyman I. den „Coronei“, die sich der spanischen Krone angeschlossen hatten, Rache.
Am 8. November 1532 ließ Kaiser Karl V. Doria aus dem Osten zurückrufen, um ihn nach Spanien zu begleiten. Die wichtigsten adeligen albanischstämmigen Familien schifften sich auf Dorias Schiffen ein und kamen mit ihm am 24. Dezember in Neapel an, wo der Admiral viel Lob erhielt. Karl V. ehrte mit mehreren Urkunden die Albaner aus Koroni und Patras und überhäufte sie mit Privilegien (vgl. Arbëresh).
Die spanische Fahne wehte aber nicht lange auf der Festung von Koroni: 1533 schickte Süleyman eine Seeflotte unter dem Oberbefehlshaber der osmanischen Mittelmeermarine Chizir, von den christlichen Europäern Barbarossa genannt, vor die Stadt. Mendoza, der sich umzingelt sah, schickte dem Vizekönig von Neapel, Pedro Álvarez de Toledo, eine Botschaft, in der er um sofortige Hilfe bat. Auch die „Coronei“ fügten ihre Sorge hinzu und betonten ausdrücklich ihre Bestürzung und die gewünschte Unterstützung zu erhalten. Der Vizekönig sandte beide Briefe an den Kaiser, der von den Darstellungen des einen und den anderen „sensibel und ehrerbietig gegenüber den Adligen aus Koroni, die sich zum Wohl der Königskrone eingesetzt hatten“, schnell eine neue Seeflotte mit 150 Galeeren unter der Leitung von Doria nach Koroni schickte. Acht Seemeilen vor Koroni kam es am 2. August 1533 zu einem kurzen Gefecht mit den Osmanen. Doria ließ die Truppen und Versorgungsgüter an Land bringen, kehrte nach Italien zurück und löste die Armee auf.
1535 eroberte Doria Tunis, wobei er beim Tunisfeldzug 20.000 von den Osmanen als Sklaven gehaltene Christen befreite. 1538 wurde eine europäische Flotte mit 302 Schiffen unter der Führung von Doria in der Seeschlacht von Preveza von einer türkischen Flotte mit 122 Schiffen unter der Führung von Chair ad-Din Barbarossa und Turgut Reis („Dragut“) geschlagen. Doria soll diese Niederlage absichtlich zugelassen haben, weil er seine eigenen Schiffe schonen und den venezianischen Rivalen seiner Heimatstadt schaden wollte. 1541 musste er Kaiser Karl V. auf dessen Feldzug nach Algerien begleiten, der, wie von Doria vorausgesagt, scheiterte. Die dort eingesetzten Streitkräfte entgingen nur dank Dorias Eingreifen der völligen Vernichtung. Auch in den folgenden Jahren diente er dem Kaiser in Europa und im Orient aktiv und erfolgreich, obwohl er schon über siebzig Jahre alt war.
Doria setzte auf seinen Kriegsschiffen Sklaven und Sträflinge als Ruderer ein. Unter ihnen befanden sich auch Angehörige der täuferischen Gemeinschaft der Hutterer, die auf Befehl Ferdinand I. Anfang Dezember 1539 in Steinebrunn verhaftet worden waren. Nach peinlichen Verhören wurden 90 von ihnen jeweils zu zweit aneinandergekettet und mitten im Winter nach Triest, dem Heimathafen der Doria-Flotte, getrieben, um sie „wider den Türken vnd andere feindt zum Raub vnd Krieg zu brauchen.“ Das Geschichtbuch der Hutterischen Brüder berichtet ausführlich ihre Geschichte und erzählt von ihrem gewaltlosen Widerstand gegen den Kriegsdienst in der Doria-Armada, den sie aus Gewissensgründen verweigerten.

## Späte Jahre

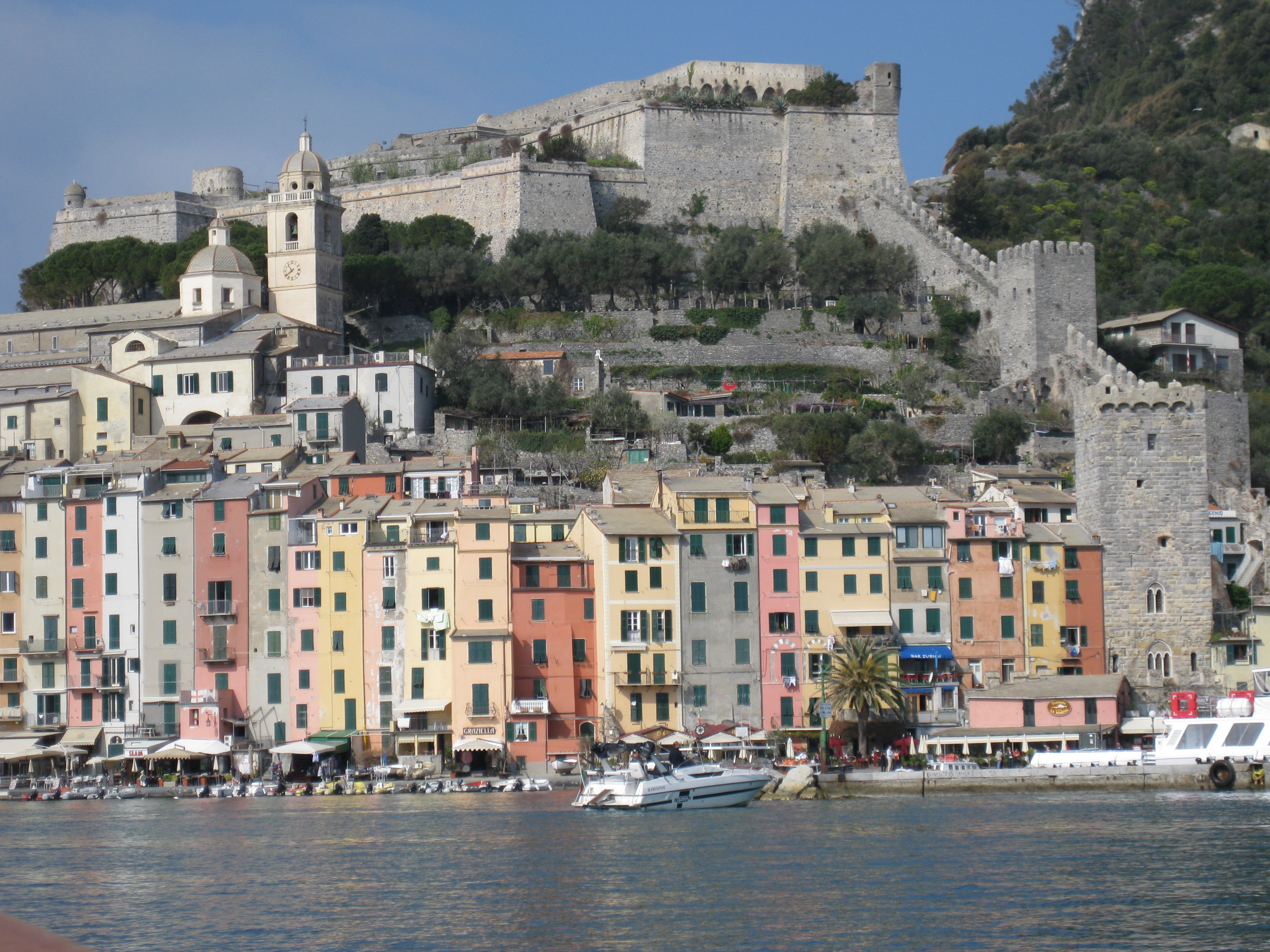
Das Castello Doria über Portovenere erhielt seinen Namen zu Ehren Andreas.

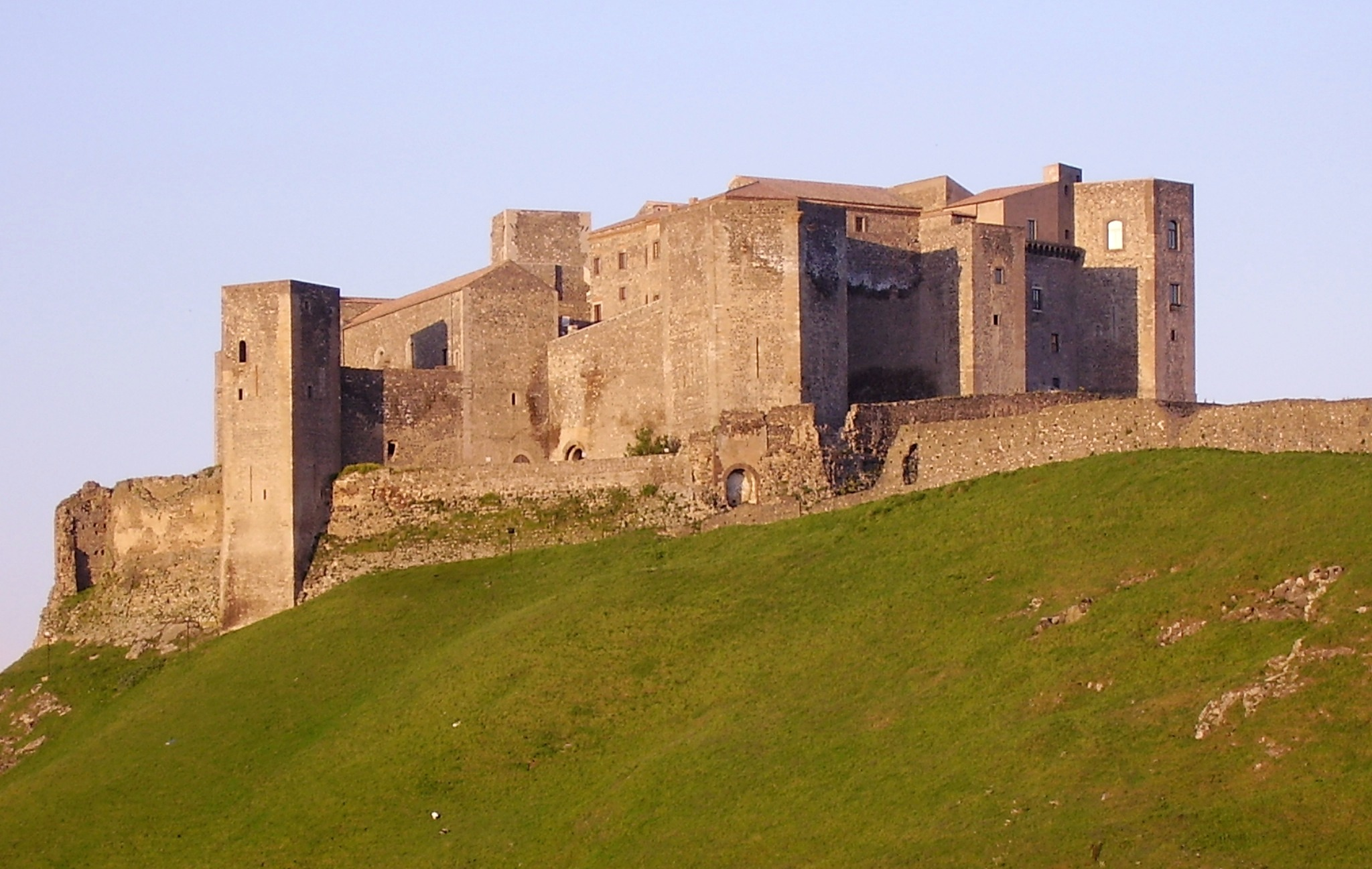
Das Castello di Melfi in der Basilikata (1530 an Andrea Doria verlehnt, bis 1950 im Besitz der Familie Doria -Pamphilj-Landi, Fürsten von Melfi)

Nach dem Frieden von Crépy (1544) zwischen Franz I. und Karl V. plante Doria seinen Rückzug aus dem aktiven politischen und militärischen Leben. Sein persönlicher Reichtum und Einfluss brachten ihm aber Neid, Missgunst und auch offene Feindschaft ein. Dazu trug auch die Arroganz seines Neffen und Erben Giannettino Doria bei. 1547 versuchten genuesische Adelsfamilien, darunter die Fieschi, in einem Komplott, die Macht der Doria in der Stadt zu brechen. Dabei wurde sein Neffe Giannettino ermordet. Andrea Doria durchkreuzte die Pläne seiner Gegner bei dieser und anderen Gelegenheiten energisch. Friedrich Schiller verarbeitete diese Ereignisse in seinem Trauerspiel „Die Verschwörung des Fiesco zu Genua“. Auch Kaiser Karls Versuche, spanische Truppen in der Stadt zu stationieren und Genua auf diese Weise unter seine Kontrolle zu bringen, scheiterten an Dorias Opposition.
Noch 1550, also mit 84 Jahren, führte Doria die Flotte gegen nordafrikanische Piraten. 
König Heinrich II. von Frankreich versuchte ab 1553, Korsika zu erobern. 
Kaiser Karl V. brachte eine starke Macht aus Kaisertruppen und Genuesen nach Korsika. 
Doria kämpfte dort für die Unabhängigkeit seiner Republik: 1553 bis 1555 führte er die genuesischen Truppen auf Korsika in den wechselvollen Kämpfen gegen die Franzosen; dann wurde der Status quo ante vereinbart. 
1555 kehrte Doria fast 90-jährig als gebrechlicher Mann nach Genua zurück und legte alle öffentlichen Ämter nieder. Er starb dort 1560, wenige Tage vor seinem 94. Geburtstag.

## Rezeption
Rund 400 Jahre später wurde das seinerzeit größte, schnellste und eleganteste Schiff der italienischen (Passagierschiff-)Flotte nach ihm benannt. Dieses sank am 25. Juli 1956 nach einer Kollision mit dem schwedischen Passagierschiff Stockholm.
Zuvor und später trugen auch mehrere Kriegsschiffe seinen Namen, so ein Schlachtschiff der Caio-Duilio-Klasse (1915) und der namensgebende Lenkwaffenkreuzer der Andrea-Doria-Klasse (1962).
Außerdem trug der Genueser Fußballverein SG Andrea Doria seinen Namen.
Auch die Pflanzengattung Doria Fabr. aus der Familie der Korbblütler (Asteraceae) ist nach ihm benannt.